# Blondie (postre)
El blondie, también conocido como brownie rubia, es una preparación dulce, semejante a los tradicionales brownies. Se elabora con harina, azúcar moreno, manteca, huevos, polvo leudante y chocolate blanco y también puede contener nueces y chips de chocolate blanco o negro. Se puede decir que son la contrapartida rubia de los brownies.
Es importante destacar que cuando los brownies clásicos se elaboran con chocolate blanco, no se los denomina blondies, sino que se deben llamar brownies de chocolate blanco.

## Características
El azúcar moreno utilizada en la confección de los blondies es la que le aporta su característico sabor a toffee.
La textura puede variar, dependiendo si se utiliza o no, en su preparación, polvo leudante. Si se quiere conseguir una textura más compacta y húmeda, entonces debe prescindirse de este ingrediente.
Los blondies se cocinan al horno en un molde rectangular y luego se cortan en cuadrados para servir. Pueden servirse solos, acompañados con salsa de caramelo o con helado.